# Lang-8.com
Lang-8.com – serwis społecznościowy skierowany do osób uczących się języków obcych, działający na zasadzie wymiany językowej.
Właścicielem witryny jest firma Lang-8 Inc. z siedzibą w Tokio.
Serwis został założony w 2006 roku. W ciągu miesiąca witryna „Lang-8.com” generuje blisko milion odsłon (stan na 2020 rok). W rankingu Alexa serwis był notowany na miejscu 66 407 (październik 2020).